# 下嶋正雄
下嶋 正雄（しもじま まさお、1952年2月8日 - ）は、日本の実業家。日東富士製粉元相談役。これまでに、同社代表取締役社長、隅田商事代表取締役、製粉協会会長を歴任した。食品産業功労賞受賞。

## 人物・来歴
千葉県出身。1970年、埼玉県立浦和商業高等学校卒業、三菱商事入社。2003年、三菱商事食糧本部飼料ユニットマネージャー。2007年、三菱商事理事食糧本部飼料ユニットマネージャーに昇格し、日東富士製粉監査役を兼務。2008年、三菱商事理事農水産本部付戦略企画室長兼飼料畜産ユニットマネージャー。
2011年から日東富士製粉代表取締役社長及び隅田商事代表取締役を務め、製粉協会会長なども兼務して、環太平洋経済連携協定への対応などに当たった。2015年、製粉協会会長。2017年には株式公開買付けで増田製粉所の完全子会社化を行い、2018年に同社取締役就任。2019年、日東富士製粉相談役。2020年、退任。2022年、食品産業功労賞受賞。